# Forces of Nature: Live at Slugs’
Forces of Nature: Live at Slugs’ ist ein Jazzalbum von McCoy Tyner und Joe Henderson. Die im Frühjahr 1966 live im Veranstaltungsort Slug’s Saloon in New York City entstandenen Aufnahmen erschienen am 22. November 2024 auf Blue Note Records.

## Hintergrund
Ein Jahr vor der Session hatte der Pianist McCoy Tyner das Quartett von John Coltrane verlassen. DeJohnette, damals 23 Jahre alt, war erst kurz zuvor aus Chicago nach New York gekommen und hatte dort eine fruchtbare Zusammenarbeit mit Charles Lloyd begonnen; Bassist Henry Grimes hatte bereits mit Sonny Rollins einen Fuß in die Mainstream-Avantgarde gesetzt, während er mit Albert Ayler und Don Cherry arbeitete; und der Tenorsaxophonist Joe Henderson hatte bereits seine freiheitssuchenden Neigungen innerhalb des Blue Note-Mainstreams offenbart, wobei Tyner sein bevorzugter Pianist war, notierte Peter Margasak. Tyner und Henderson hatten Mitte der 1960er-Jahre eine starke musikalische Bindung zum Jazzlabel Blue Note geknüpft, wobei Tyner auf Hendersons Debütalbum Page One (1963) sowie auf dessen Alben In ’n Out und Inner Urge (aus dem Jahr 1964) mitwirkte, während Henderson im Jahr 1967 auf Tyners eigenem Blue Note-Debüt The Real McCoy mitwirkte.
Slug’s Saloon befand sich in der 242 East 3rd Street zwischen Avenue B und C Manhattans und lag  Mitte des 20. Jahrhunderts tief „im Herzen des Verfalls“ von dessen East Side, wie Mike Jurkovic festhielt. 1972 wurde hier sogar Lee Morgan von seiner Lebensgefährtin erschossen. Aber inmitten des Verfalls und von Morden, die damals angeblich das ganze Viertel heimsuchten, wurde das Slugs’, dessen Belegung mit maximal 75 Personen angegeben war, zu einem Zufluchtsort für Musiker wie Sonny Rollins, Sun Ra und Ornette Coleman. Im Frühjahr 1966 spielte der junge Schlagzeuger Jack DeJohnette (der im Jahr zuvor bei Jackie McLeans Blue-Note-Album JackNife mitgewirkt hatte), dort mit dem Pianisten McCoy Tyner, dem Saxophonisten Joe Henderson und dem Bassisten Henry Grimes. Jack DeJohnette meinte rückblickend:

„…zufällig ergab sich die Gelegenheit, in dieser Kombination im Slugs’ zu spielen. Es gab eine gewisse Vorfreude, dass das wirklich großartig werden würde. Und tatsächlich haben alle gespielt, als gäbe es kein Morgen. Glücklicherweise haben wir dieses Dokument aus dieser Woche, in der diese unglaubliche Besetzung diese unglaubliche Musik mit dieser Intensität und diesem Engagement gemacht hat. Das passiert selten … Diese Aufnahme repräsentiert eine Zeit und einen Zeitraum, in dem Musiker wirklich spielten, intensiv nach neuen Dingen suchten und mit ihnen experimentierten. Es war damals eine äußerst kreative Zeit. Musiker probierten Dinge aus und natürlich gab es Veranstaltungsorte wie das Slugs’, wo die Leute tatsächlich spielen und ihr Können weiterentwickeln konnten. Es gab Bands, in denen die Leute spielen und sich weiterentwickeln konnten. Zu dieser Zeit veränderten sich die Dinge in der Musik; Übergang zu einer, sagen wir mal, explorativeren Musik. Und so hat diese Umgebung diese Erkundungen gefördert.“

DeJohnette entdeckte in seiner Privatsammlung eine Kopie des Originals und initiierte die Veröffentlichung. Die Aufnahme, die Forces of Nature: Live at Slugs’ zugrunde liegt, wurde von Orville O’Brien (dem Tonmeister von Alice Coltranes Impulse!-LP Journey to Satchidananda aus dem Jahr 1971) mitgeschnitten. Matthew Lutthans hat das Material von der Bandspule übertragen. Allerdings mussten hin und wieder – so die Information im Booklet – unhörbare Schnitte vorgenommen werden.
Produziert wurde das Album von Jack DeJohnette, seiner Frau Lydia und Zev Feldman. Das Album begainnt mit „In ’n Out“, dem Titelstück von Hendersons dritten Blue-Note-Album aus dem Jahr 1965. Die Liner Notes enthalten neben einem Beitrag von Nate Chinen Aussagen von Jason Moran, Joe Lovano, Christian McBride, Nasheet Waits, Joshua Redman und Terri Lyne Carrington.

## Titelliste
- McCoy Tyner & Joe Henderson: Forces of Nature: Live at Slugs’

1. In 'n Out (Henderson) 26:44
2. We’ll Be Together Again (Carl Fischer, Frankie Laine) 14:15
3. Taking Off (Tyner, Henderson, Grimes, DeJohnette) 28:18
4. The Believer (Tyner) 10:05
5. Isotope (Henderson) 7:03

## Rezeption

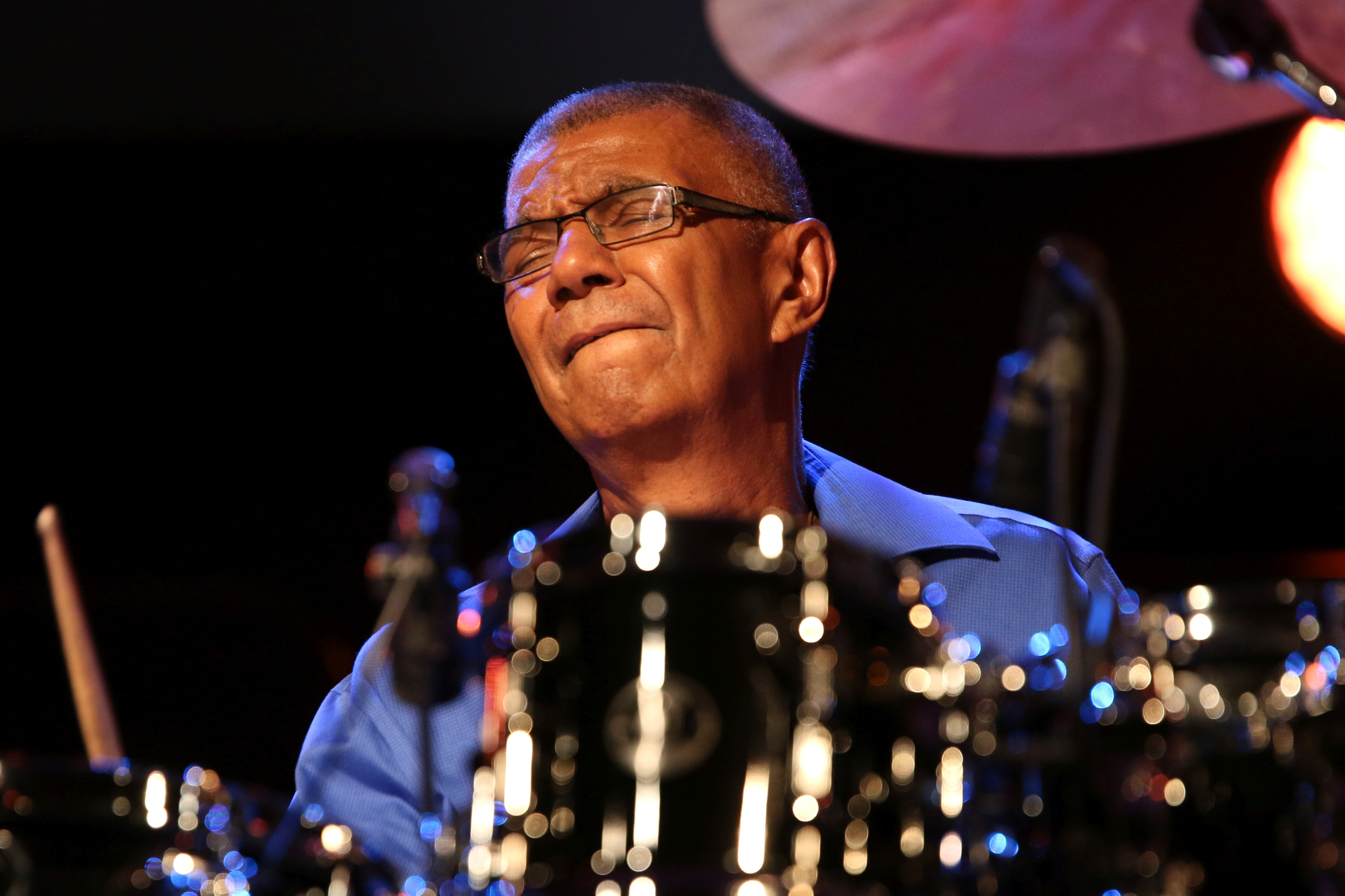
Jack DeJohnette auf dem Deutschen Jazzfestival Frankfurt 2015

Nach Ansicht von Mike Jurkovic, der das Album in All About Jazz rezensierte, wird „In ’n Out“ hier zu einem überaus aufgeregten, überhitzten, fast halbstündigen Rummel. Henderson würde die Türen aufsprengen, so gut er konnte, aber sehr schnell bestimmten der Pianist und der Schlagzeuger das Geschehen, wobei Tyner (der auch bei der Originalversion mitgewirkt hatte) und DeJohnette den Originalentwurf zerreißen und mit ansteckender, kaum zügelbarer Freude und Ausgelassenheit spielen würden. Bei der gewinnenden Ballade „We’ll Be Together Again“ würde das Quartett gemeinsam Luft holen. Henderson blase geschmackvoll, während DeJohnette (mitsingend) und Tyner den Late-Night-Lounge-Groove ausfüllten. Grimes soliere freundlich und dezent. In dem vom Quartett komponierten „Taking Off“ würde erneut die Hölle losbrechen, ein weiterer fast halbstündiger Monstertummel ins Lebendige und Unbekannte. Tyners lebendiger Blues „The Believer“ und Hendersons poppiges „Isotope“ besiegelten den Deal.
Dieser erstaunliche Glücksfall eines Albums würde den knisternden Gegentakt seiner Zeit einfangen – einen Moment, in dem sich Jazz-Praxis auf höchstem Niveau sowohl geerdet als auch flüchtig anfühlte, schrieb Nate Chinen in den Liner Notes. Jeder der brillanten Musiker habe hier zugehört und als sensibles Instrument fungiert, und jeder habe sich auf seine Weise auch an einem entscheidenden Punkt seiner Karriere befunden und einen Kreislauf von Enden und Anfängen durchlaufen.
Bassist Henry Grimes sei bei dieses Session der Joker gewesen, meinte Phil Freeman (Ugly Beauty/Stereogum). Obwohl er bereits 1963 mit Tyner Platten aufgenommen hatte, sei er eher dafür bekannt gewesen, mit Avantgardisten wie Albert Ayler, Cecil Taylor und Don Cherry zu spielen. Dies sei die einzige Aufnahme mit genau dieser Kombination von Musikern, und zusammen spielten sie absolut vulkanisch. Dies diene gleichzeitig als Hommage an drei der Beteiligten (DeJohnette ist der einzige, der zum Zeitpunkt der Veröffentlichung noch lebt) und an den Raum, in dem es aufgenommen wurde.
Forces of Nature biete eine herrlich zarte Interpretatuon der Ballade „We'’ll Be Together Again“, zusammen mit einer relativ prägnanten Darstellung von Hendersons „Isotope“, aber der größte Nervenkitzel komme in den längeren Stücken, wie etwa dem spontanen Moll-Blues, der später den Titel „Taking Off“ trägt, wo die Musiker den reinen Ausdruck und den improvisatorischen Austausch dieser Zeit nutzen, der selten in so unverfälschter Form eingefangen werde, schrieb Peter Margasak (The Quietus). Zwar wären die Musiker alle am New Thing beteiligt oder von ihm beeinflusst, aber bekäme man fast nie zu hören, wie sie sich ohne die Einschränkungen des Studios oder Live-Dokumente der Zeit entfalten konnten. Selbst in ihrer explosivsten Form würden die Aufführungen nicht die gesamte Bandbreite der Jazztradition vernachlässigen und bewegten sich nahtlos zwischen Form und Freiheit und werden von einer kollektiven Kreativität angetrieben, die nicht zu überhören sei.
Für Werner Stiefele, der Forces of Nature in Rondo vorstellte, ist das Album „ein großartiges Zeitdokument mit großartiger Musik.“ In den beiden langen Stücken und im zehnminütigen „The Believer“ brenne das Quartett voll Kreativität, rasanten Improvisationen und sensationeller Ensembledichte. Darüber hinaus zeige Henderson im langsameren „Isotope“ und der Ballade „We’ll Be Together Again“, dass er nicht nur äußerst rasant die Themen und Bruchstücke aus den Themen variieren könne, sondern auch seinen Ton „herrlich farbenreich“ verändern könne.
Es gebe kaum eine Möglichkeit, [die Bedeutung] dieser unglaublichen Aufnahme aus dem Jahr 1966 zu übertreiben, die einen Moment einfängt, in dem Post-Bop-Artikulation und avantgardistische Leidenschaft in einem geschmolzenen Dialog standen, schrieb Nate Chinen in National Public Radio, der das Album zu den wichtigsten Entdeckungen des Jahres zählte. Falls noch nicht geschehen, dürfte es Joe Hendersons Status als erstklassiger Tenorsaxophon-Titan festigen und die Ehrfurcht vor McCoy Tyners Genie am Klavier vertiefen. Aber es gebe genauso viel Grund, die Arbeit von Henry Grimes am Bass und Jack DeJohnette am Schlagzeug zu würdigen, die beide auf einer übermenschlichen Ebene agieren.
Das Album gelangte auf Position 15 der Halbjahresliste (1/2025) des Francis Davis Jazz Critics Poll in der Kategorie wieder- und unveröffentlichter älterer Aufnahmen.